# TV6 (Estland)
TV6 ist ein estnischer Fernsehsender im Besitz der TV3 Group und startete am 24. März 2008.

## Programm
TV6 sendet ausschließlich Serien aus dem Ausland, vor allem aus den Vereinigten Staaten.